# Calibanus hookeri
Calibanus hookeri är en sparrisväxtart som först beskrevs av Lem., och fick sitt nu gällande namn av William Trelease. Calibanus hookeri ingår i släktet Calibanus och familjen sparrisväxter. Inga underarter finns listade i Catalogue of Life.

## Bildgalleri

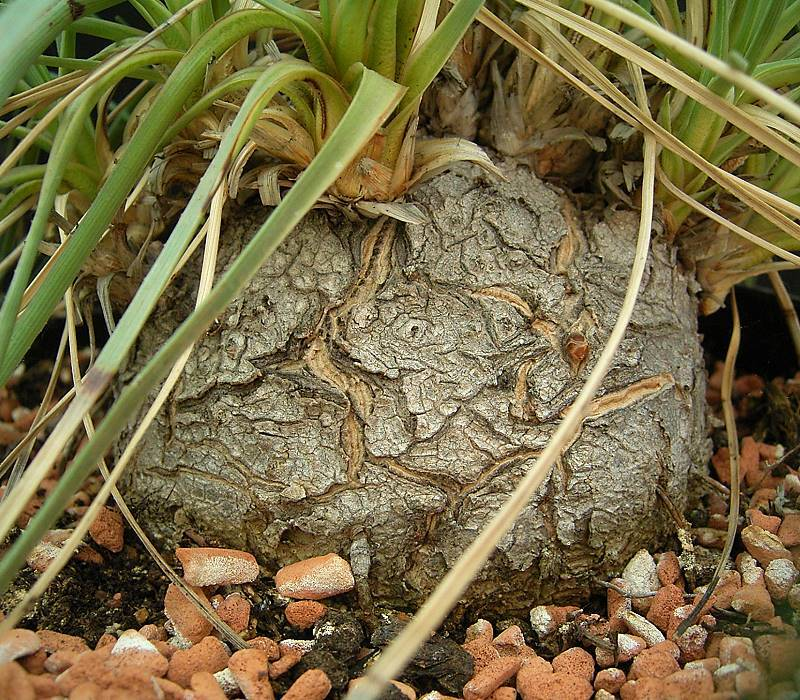
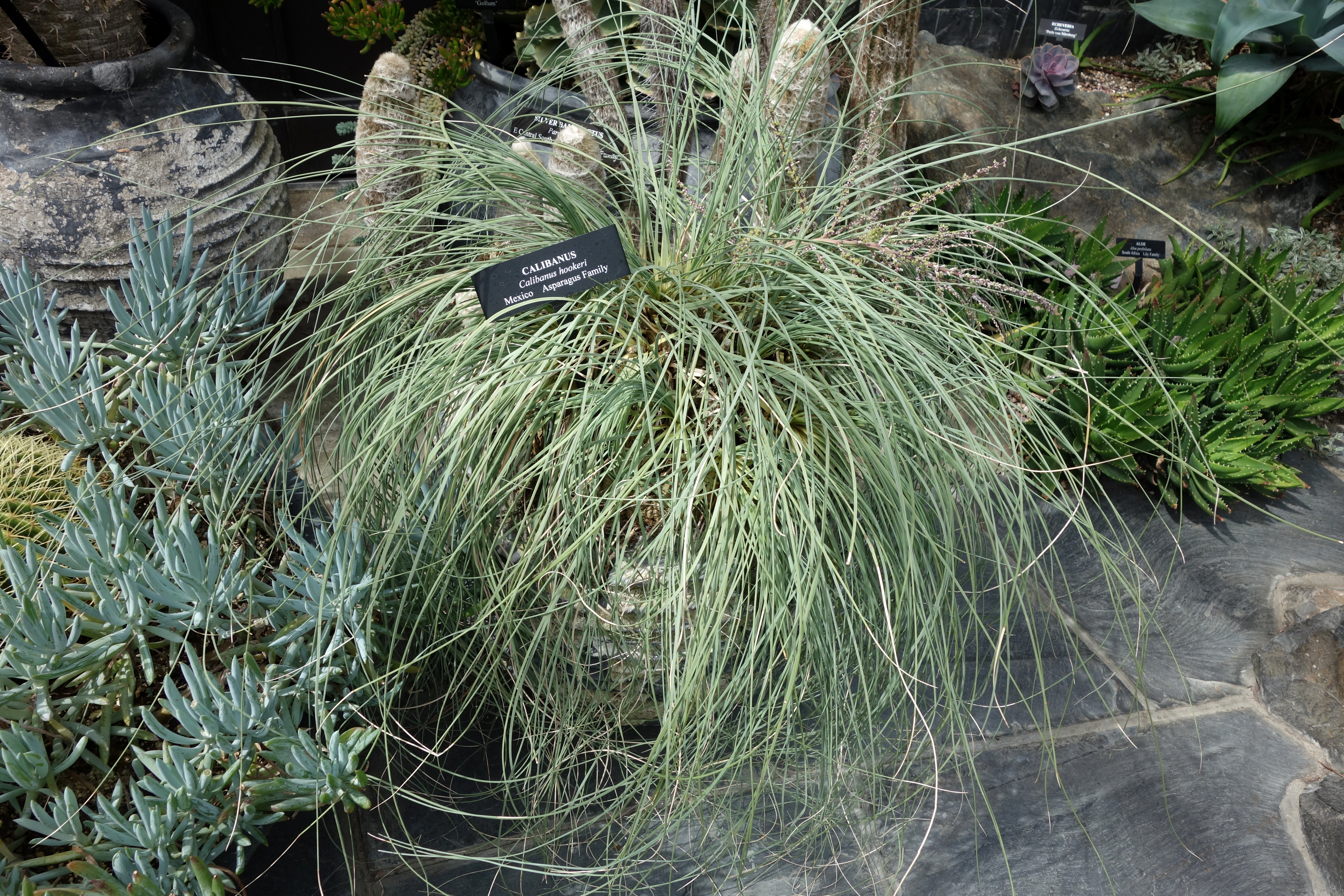
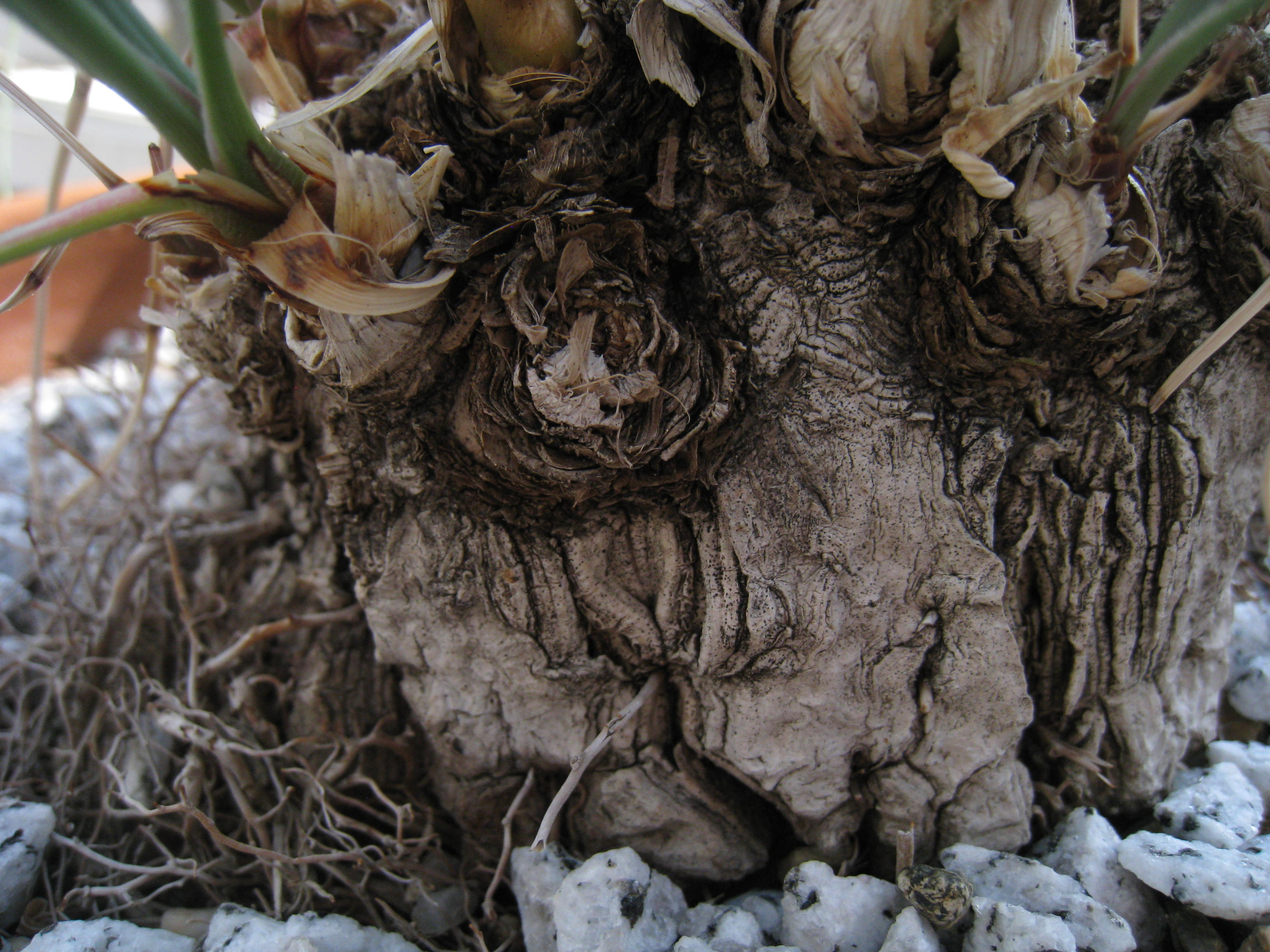
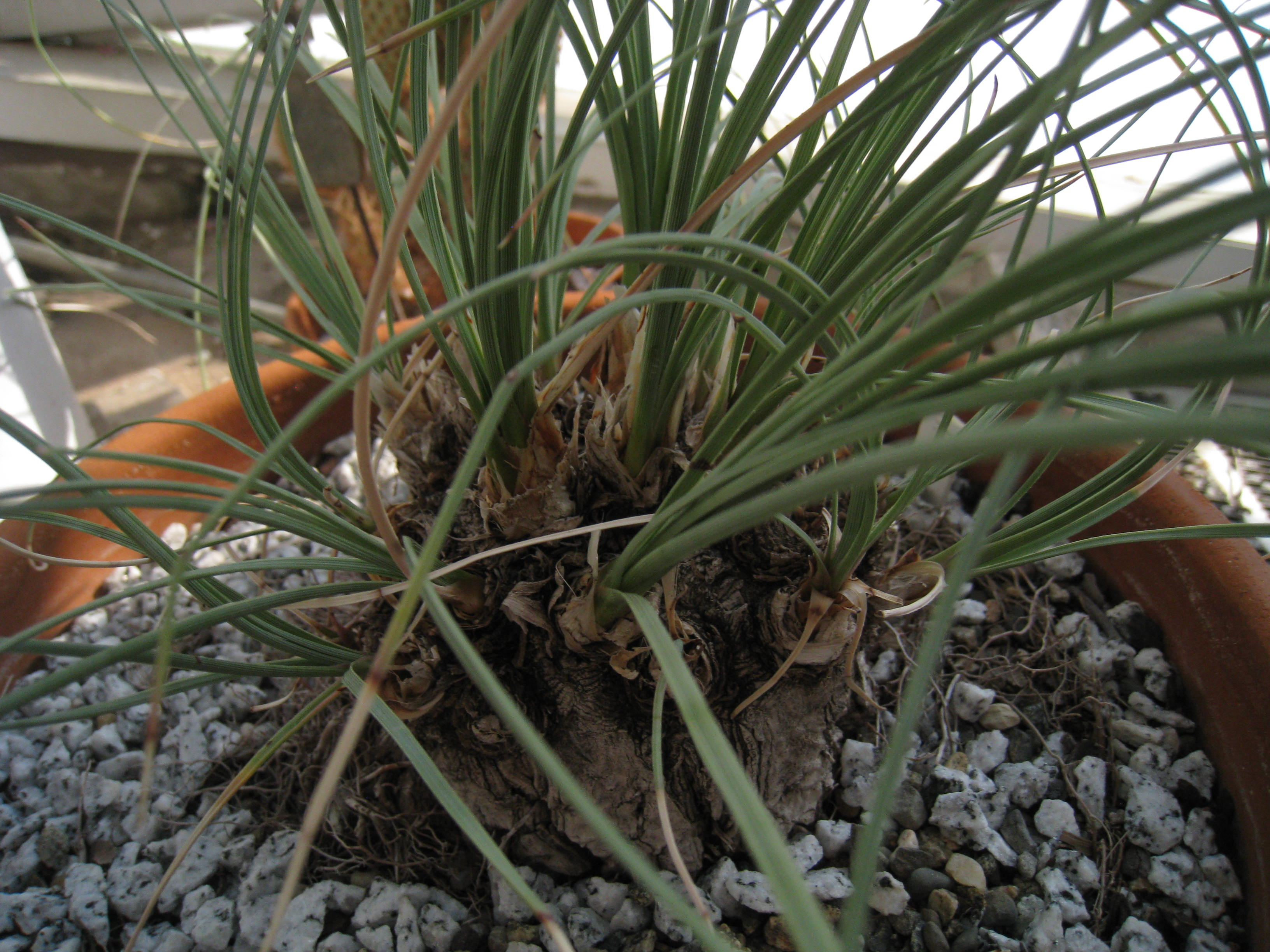